# Солтани, Джаханбахш
Джаха́нбахш Солтани́ (перс. جهانبخش سلطانی‎; род. 1951, Исфахан, Иран) — иранский актёр и режиссёр.

## Биография
Родился в 1951 году в Исфахане (Иран). Имеет учёную степень в области естественных наук. В 1966 году начал работать в театре. В кинематографе работает с 1975 года. Дебютировался в 1989 году в фильме Рассула Моллы-Колипура «Горизонт».
В 2015 году на 28-м Международном кинофестивале для детей и юношества в Исфахане Солтани представил снятый им фильм «Время для взрыва», участвовавший в конкурсной программе фестиваля. Фильм рассказывает «о культурной самобытности и исторической памяти, о культурном разрыве между нынешним и будущим поколениями», отмечает Солтани в интервью.
Иранский кинорежиссёр Сирус Хассанпур во время приветственной речи на открытии 26-го Международного кинофестиваля для детей и юношества в Исфахане его назвал и двух других режиссёров «Великими кинематографистами Исфахана».

## Номинации
- «Мужская роль второго плана» за фильм «Позор» на 11-м Международном фестивале «Фаджр»[4]

## Фильмография
- Плечи любви — 2011
- После утра
- Секретный клуб
- Бесприданница Биби
- Норуз
- Пророк Юсуф — 2008
- Ребёнок — 2002
- Март — 2001
- Люди пещеры — 1998
- Пупак золотая легенда — 1998
- Клуб серии — 1998
- Скорость — 1996
- Последний этап — 1995
- Вернуться из Будапешта — 1995
- Ширин и Фархад — 1995
- Заложник — 1995
- Мар BBC — 1994
- Блеф — 1993
- Эпическая дерево — 1992
- Крабовая атака — 1992
- Шираз поездки — 1992
- На следующее утро — 1992
- Позор — 1991
- Киркук — 1991
- Фиолетовый алмазный — 1989
- Дети развода — 1989
- Десятая ночь — 1989
- Горизонт — 1988